# Scathophaga nigripalpis
Scathophaga nigripalpis är en tvåvingeart som först beskrevs av Becker 1907.  Scathophaga nigripalpis ingår i släktet Scathophaga och familjen kolvflugor. Inga underarter finns listade i Catalogue of Life.